# Peter Prahm
Peter Thal Philipsen Prahm (Nizozemska Istočna Indija, 27. srpnja 1908.) je bivši danski hokejaš na travi. 
Stariji je brat danskog hokejaškog reprezentativca Louisa Prahma.
Na hokejaškom turniru na Olimpijskim igrama 1928. u Amsterdamu je igrao za Dansku. Odigrao je sva četiri susreta. Igrao je na mjestu napadača.
Danska je u ukupnom poredku dijelila 5. – 8. mjesto. U skupini je bila treća, a u odlučujućem susretu u zadnjem kolu u skupini koji je donosio susret za broncu je izgubila od Belgije s 0:1.

## Vanjske poveznice
- Profil na Sports Reference.com  Arhivirana inačica izvorne stranice od 19. svibnja 2011. (Wayback Machine)